# Крушин (Нижньосілезьке воєводство)
Крушин (пол. Kruszyn, нім. Groß Krauschen) — село в Польщі, у гміні Болеславець Болеславецького повіту Нижньосілезького воєводства.
Населення — 1618 осіб (2011).
У 1975-1998 роках село належало до Єленьоґурського воєводства.

## Демографія
Демографічна структура станом на 31 березня 2011 року:
|          | Загалом | Допрацездатний вік | Працездатний вік | Постпрацездатний вік |
| -------- | ------- | ------------------ | ---------------- | -------------------- |
| Чоловіки | 801     | 175                | 568              | 58                   |
| Жінки    | 817     | 165                | 525              | 127                  |
| Разом    | 1618    | 340                | 1093             | 185                  |